# I Liceum Ogólnokształcące z Oddziałami Integracyjnymi im. Bolesława Limanowskiego w Warszawie
I Liceum Ogólnokształcące z Oddziałami Integracyjnymi im. Bolesława Limanowskiego – publiczne liceum ogólnokształcące założone przez Robotnicze Towarzystwo Przyjaciół Dzieci. Patronem jest Bolesław Limanowski.

## Historia
W 1930 roku Żoliborski Oddział RTPD realizując swój program edukacyjny założył w I Kolonii WSM Szkołę Podstawową im. Bolesława Limanowskiego, która początkowo znajdowała się przy ul. Zygmunta Krasińskiego 10.
W 1934 roku Szkołę Podstawową przekształcono w Gimnazjum nadając mu tego samego patrona. Gimnazjum kształciło i wychowywało młodzież w duchu społecznym głoszonym przez socjalistów. W latach 1936–1939 dyrektorem był Jerzy Kreczmar.
W latach 1939–1945 grono pedagogiczne uczące w Gimnazjum prowadziło komplety tajnego nauczania. Wskutek działań zbrojnych podczas powstania warszawskiego zniszczone zostały zabudowania I Kolonii WSM, w tym również budynek gimnazjum.
Po zajęciu Warszawy przez Armię Czerwoną władze oświatowe zdecydowały się na wznowienie Gimnazjum im. Limanowskiego jako szkoły średniej z numerem I jesienią 1945 roku. Gimnazjum otworzono w budynku przy ul. Felińskiego 15 powstałym w latach dwudziestych dla V Państwowego Gimnazjum i Liceum im. księcia Józefa Poniatowskiego.
Żoliborska Jedynka swoją działalność realizowała pod opieką RTPD, a następnie TPD. Od 1948 roku pod nazwą Liceum Ogólnokształcące im. Bolesława Limanowskiego jako jednostka państwowa. W 1966 roku dodano rzymski numer I do nazwy. W 1997 roku przejęta przez gminę Warszawa-Centrum i następnie dzielnicę Żoliborz.
W latach 2008–2015 dyrektorem szkoły była mgr Aldona Bałazińska-Lazur, zmarła 21 grudnia 2015.

## Absolwenci
- Jarosław Abramow-Newerly
- Jerzy Bończak
- Damian Damięcki
- Maciej Damięcki
- Wilhelm Dichter
- Bronisław Geremek
- Janusz Głowacki
- Marian Jonkajtys
- Piotr Kaczkowski
- Lena Kolarska-Bobińska
- Stanisław Jerzy Komorowski
- Marek Kotański
- Lech Koziejowski
- Grzegorz Łęcicki
- Tomasz Łubieński
- Michał Milowicz
- Andrzej Paczkowski
- Ryszard Parulski
- Radosław Piwowarski
- Zbigniew Religa
- Solar
- Andrzej Strejlau
- Daniel Szczechura
- Maciej Wierzyński
- Zbigniew Zapasiewicz
- Wanda Zwinogrodzka